# اروین بولکو
اروین بولکو (آلبانیایی: Ervin Bulku؛ زادهٔ ۳ مارس ۱۹۸۱) بازیکن سابق فوتبال اهل آلبانی است که در پست هافبک دفاعی و دفاع راست بازی می‌کرد. وی سابقهٔ بازی در تیم ملی آلبانی را نیز دارد.

## افتخارات

### باشگاهی

#### تیرانا[۲]
- سوپر لیگ آلبانی (۶): ۹۹–۱۹۹۸، ۲۰۰۰–۱۹۹۹، ۰۳–۲۰۰۲، ۰۴–۲۰۰۳، ۰۵–۲۰۰۴، ۰۷–۲۰۰۶
- جام حذفی آلبانی (۴): ۹۹–۱۹۹۸، ۰۱–۲۰۰۰، ۰۲–۲۰۰۱، ۰۶–۲۰۰۵
- سوپر جام آلبانی (۶): ۲۰۰۰، ۲۰۰۲، ۲۰۰۳، ۲۰۰۵، ۲۰۰۶، ۲۰۰۷

#### هایدوک اسپلیت[۲]
- لیگ کرواسی؛ نايب‌قهرمان (۱): ۱۱–۲۰۱۰

#### سپاهان[۲]
- جام حذفی ایران (۱): ۹۲–۱۳۹۱